# Josef Schlesinger

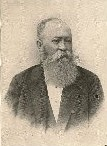
Circa 1890

Josef Schlesinger (* 31. Dezember 1831 in Hermesdorf; † 10. April 1901 in Wien) war ein österreichischer Geodät, Naturphilosoph, Vertreter einer Geldreform und Politiker (CS).

## Leben
Von Beruf Weber, trat Schlesinger 1850 eine Anstellung bei der Bezirkshauptmannschaft Mährisch-Schönberg an, ehe er 1851 ein Studium an der Technischen Abteilung des Polytechnischen Instituts Wien begann und später  die Lehramtsprüfung für darstellende Geometrie ablegte. 1860 wurde Schlesinger Assistent am Institut für deskriptive Geometrie. 1865 legte er die Lehramtsprüfung für  Mathematik und Maschinenlehre für Oberrealschulen ab und habilitierte sich 1866 am Polytechnischen Institut für graphisches Rechnen und graphische Statik sowie 1869 zusätzlich für darstellende Geometrie. Ab 1870 war er außerordentlicher Professor, ab 1871 ordentlicher Professor für Mathematik, Geometrie und Mechanik an der Forstakademie Mariabrunn und nach deren Auflassung 1875 ordentlicher Professor für darstellende und praktische Geometrie an der k. u. k. Hochschule für Bodenkultur in Wien. Schlesinger hielt Vorlesungen über Feldmessen und Niedere und Höhere Geodäsie und verbesserte geodätische Messgeräte und Arbeitsverfahren. Am 15. Oktober 1889 wurde er Rektor der Hochschule für Bodenkultur.

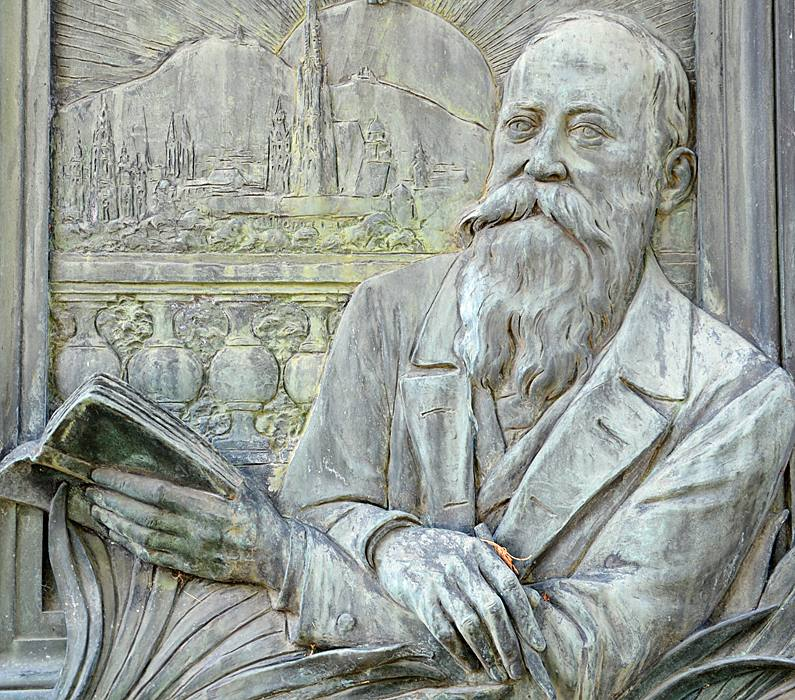
Relief an Schlesingers Grab

Schlesinger schrieb auch naturphilosophische Werke. Gemäß seiner als Energismus  bezeichneten Lehre – einer Art Energetik – ist Materie eine Form von verdichteten Kräften (einer „Urkraft“) oder Energien des absoluten Raums. Darauf aufbauend schuf er 1882 eine Evolutionslehre auf Grundlage eines allgemein wirksamen Weltäthers.
Als christlichsozialer Politiker war Schlesinger Reichsratsabgeordneter (1891–1901), Wiener Gemeinderat (1895–1901) unter Bürgermeister Karl Lueger und Bezirksvorsteher des VIII. Wiener Gemeindebezirks Josefstadt.
Schlesinger lehnte den Österreichisch-Ungarischen Ausgleich ab und wurde besonders wegen aggressiver antisemitischer Rhetorik von Karl Kraus in der Fackel als Plagiator des britischen Vorreiters der Theorie von der Rassenreinheit Houston Stewart Chamberlain kritisiert.
In der Geldpolitik des Kaiserreiches stand er der letztlich durchgesetzten Bindung an den Goldstandard kritisch gegenüber und vertrat mit Wenzel Schober ein freies vom Staat geschaffenes „Volksgeld“ zur „Befreiung der Staaten und Völker aus den Klauen der Hochfinanz“. Er war einer der Ideengeber von Gottfried Feders Streitschrift zur Brechung der Zinsknechtschaft.
Im Jahr 1901 wurde in Wien-Penzing (14. Bezirk) die Josef-Schlesinger-Straße nach ihm benannt. Der ebenfalls 1901 nach ihm benannte Schlesingerplatz in Wien-Josefstadt wurde am 21. Februar 2006 nach Therese Schlesinger (SDAP) neubenannt.  Schlesinger ist in einem Ehrengrab auf dem Wiener Zentralfriedhof (Gruppe 14 A, Nummer 23) bestattet.

## Schriften

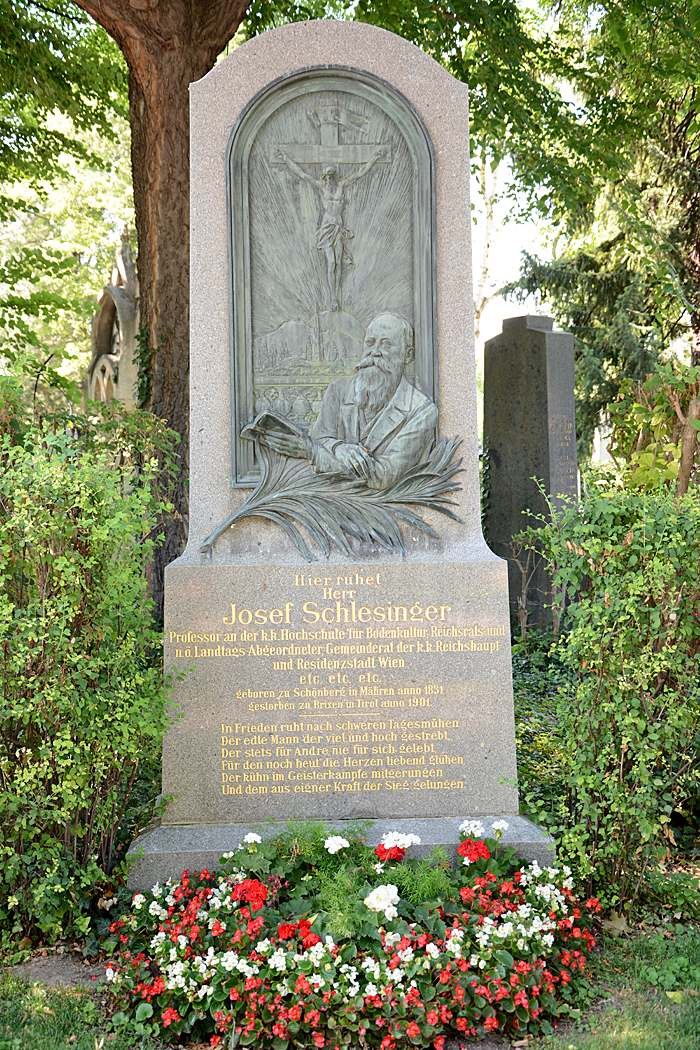
Grab von Josef Schlesinger auf dem Wiener Zentralfriedhof

- Darstellung der Collinear-Projectionen und projectivischen Grundgesetze in einer für die descriptive Geometrie geeigneten Form. (Ein Beitrag zur Gestaltung der darstellenden Geometrie im Sinne der neueren Geometrie), Wien 1868.
- Die Unterrichtsmethode der darstellenden Geometrie im Sinne der neueren Geometrie an Realschulen, Wien 1872.
- Die darstellende Geometrie im Sinne der neueren Geometrie, Wien 1870.
- Der geodätische Tachygraph und der Tachygraph-Planimeter: Instrumente zur schnellen und genauen Construction der aus den Daten der Theodolit-Vermessung herzustellenden Detailplänen, sowie zur Ausmittelung der Flächeninhalte; nebst Studien über die Libelle und das umlegbare Nivellier-Fernrohr. Wien 1877.
- Maximalfehler bei Polygonisierungen und ihre Bedeutung in der Vermessungspraxis, Wien 1881.
- Die Entstehung der physischen und geistigen Welt aus dem Aether, Wien 1882.
- Die geistige Mechanik der Natur: Versuch zur Begründung einer antimaterialistischen Naturwissenschaft, Leipzig 1888.
- Die feierliche Inauguration des Rectors der k. k. Hochschule für Bodencultur am 15. October 1889:  Das Wesen des Stoffes und des allgemeinen Raumes.
- Energismus. Die Lehre von der absolut ruhenden substantiellen Wesenheit des allgemeinen Weltraumes und der aus ihr wirkenden schöpferischen Urkraft, Berlin 1901.
- Über die Sprache in den mathematischen Schulbüchern, Berlin 1904.